# Епитафи у Дучаловићима
Епитафи у Дучаловићима представљају значајна епиграфска сведочанства преузета са старих надгробних споменика и крајпуташа у селу Дучаловићи, Општина Лучани.
По површини, Дучаловићи су по једно од највећих села Доњег Драгачева. Атар села већим делом се простире на југозападним падинама планине Овчар, где су смештена два значајна овчарско-кабларска светилишта - Манастир Свете Тројице и Манастир Сретење.
Дучаловићи чине крајњи север општине Лучани, чиме слове за „северозападну капију Драгачева”. Атар села граничи се са лучанским селима  Дљин, Ртари, Марковица, Негришори и селом Лучани, а са севера чачанском територијом - Овчар Бањом и селом Паковраће.
Крајњим источним ободом села пролази асфалтни пут који повезује Државни пут 23 и Лучане.
Дучаловићи се први пут помињу у турском дефтеру из 1540. године као „Село Дубравица, припада Пожеги”, а под данашњим називом први пут 1818. године. Према Попису становништва Кнежевине Србије) из 1863. године, Дучаловићи су били седиште општине за Марковицу и Ртаре.
Дучаловићи су по постанку и старини једно од најстаријих села у Доњем Драгачеву. О првобитним фамилијама мало се зна, док је село у првој половини 19. века насељено досељеницима из Црне Горе, Херцеговинe, Старог Влаха, Ужице и других драгачевских места. Најстарији делови села су Садљике и Под-Овчар, а Јован Ердељановић је 1898/99. забележио да се за најстарије породице у Дучаловићима сматрају Терзићи, Шибинци Пантелићи и Ковачевићи.

## Камена хроника Дучаловића
У књизи „Камена хроника Дучаловића” аутора Драгомира Пантелића, учитеља и новинара рођеног 1931. године у овом селу, објављени су преписи са свих  надгробника у Дучаловићима - од најстаријих, па све до почетка 1990-их, када је књига објављена. У питању је значајан, напоран и сваке хвале вредан подухват, а у уводном тексту публициста Радован М. Маринковић наводи да је Драгомир Пантелић је објавио „хронику која је осуђена на трајање”.
По речима аутора, преписи су аутентични, не само по садржају, већ и језику и правопису. Задржан је изворни облик епитафа, а изостали су само неки превуковски словни знаци као јат, тврди и меки знак, Ѡ уместо слова О, И са двотачком - Ї итд. Велика и мала слова су задржана онако како су их уписивали сами каменоресци. Скраћеница Р.Б. означава сентенцу „Раб Божји”, док су са три тачке означени опузли, нечитки или недостајући делови епитафа.

## Стиховани епитафи у Дучаловићима
Прикупљањем и анализом драгачевских епитафа у 19. и првој половини 20. века у највећој мери бавили су се истраживачи народног наслеђа Радојко Николић и Никола Ника Стојић. Објављиваљем књиге „Камена хроника Дучаловића” аутор Драгомир Пантелић овој теми дао је немерљив допринос.
На многим дучаловачким споменицима доста је стихованих мисли, различних формом и садржајем. Под лупом дубље књижевне анализе, вредности ове камене народне поетике не сежу значајније домете, мада поједини стихови имају одређене квалитете. (...) Ни клесар ни поручилац немају потпуну самосталност, стихови су често шаблонизирани, поручивани, зависно од узраста покојника, ограничености споменичких површина...
Најстарији дучаловички гробљански натписи у највећој мери имају епиграфску и историјску вредност, док су стиховани епитафи нешто млађи - датирају с краја 19. и почетка 20. века.
Многи епитафи почињу карактеристичним дозивима:
О сродници земног Света
прочитајте Споменик
Мога кратког века
(Споменик Аксентију Пантелићу (†1897) старом 7 година, гробље Садљике у Дучаловићима)
Погледајте мимо пролазећи
кога овде ладна земља скрива
кои више ние међ живима
ког не гледа више стара мајка
а уцвели својега бабајка
заким верна супруга зајеца
(Споменик Матији Шибинац (†1899), поживео 29 година, гробље Садљике у Дучаловићима)
Приђи ближе роде мој
Те прочитај спомен мој
труда свога не пожали
што ћеш стати и читати
(Споменик ратоборцу Пантелији Терзићу (†1915), гробље Подовчар у Дучаловићима)
Браћо и сестре
читаоци света
прочитајте спомен
мога кратког века.
(Споменик Радики Шибинац (†1929), гробље Садљике у Дучаловићима)
О мили ученици земног света
прочитајте спомен мог кратког века.
Као цвеће кад повене слана
мене тужну од мало земана
покри земља и зелена трава.
Као мајка сирочади двоје
читаоче то жалосно то је.
Драги брате приђи мало ближе
па прочитај ко спомен подиже.
Мој Љубиша а и моја Раја
сећају се где им труне маја
где им труне најпрече на свету
у младости у најлепшем цвету.
(Споменик Милици Шибинац (†1935), гробље Садљике у Дучаловићима)
Најпотресније стихове каменоресци су урезивали на надгробницима подигнутим деци и младима:
Млађано чедо ко роса плава
пред овом стеном у гробу спава.
Родитељске не гледећ сузе
анђео Божи кнебу га узе
(Споменик Милану Вуловићу (†1934) старом 5 година, гробље Садљике у Дучаловићима)
Ја умријех од болести којој лека нема
јектика ме у гроб Ладни спрема
(Споменик Вељку Поповићу (†1891), свршеном ђаку учитељске школе, Поповића гробље у Дучаловићима)
Идући школи на науке
смрт немила покосиме
О мој свете
мој пребели цвете
брзо тиме беше огрејало сунце.
Вечна кућо за кога се спремаш
Тужни гробе стани
не зароби
(Споменик ђаку Светолику Станчићу (†1896), гробље Садљике у Дучаловићима)
О мој свете мој пребели цвете
брзо тиме беше огрејало сунце
ал ми одма за облаке зађе
смрт немила мене већ покоси
(Споменик Ковини Рабреновић (†1900) старој 18 година, гробље Садљике у Дучаловићима,)
Као цвеће кад повене слана
Мене тужног у мало земана
Покри црна земља
И зелена трава
(Споменик Борисаву Поповићу (†1905) старом 15 година, Поповића гробље у Дучаловићима)
Авај свету мој жалосни цвету
рано цветак а рано увенук
као ружа од јаркога сунца
(Споменик Станији Миливојевић (†1911) старој 17 година, Пауновића гробље у Дучаловићима)
Овде вене бујна младос
своме Роду тужна жалост
(Споменик дјевици Миленији Стамболић (†1912) старој 15 година, гробље Садљике у Дучаловићима)
Тек што почек радити
очевину крабрити
покоси ме смртна коса
непожали што сам роса
(Споменик Милану Мандићу (†1922) старом 13 година, гробље Садљике у Дучаловићима)
Ево споменика више овог гроба
овде вене младос у најлепше доба.
(Споменик Драгољубу Шибинцу (†1926) старом 20 година, гробље Садљике у Дучаловићима)
Спомен овај што ми прави гробу лада
показује роде мили да ја умрек млада
(Споменик Лепосави Шибинац (†1939) старој 20 година, гробље Садљике у Дучаловићима)
Велики број надгробника у Дучаловићима подигнут је учесницима ратова од којих су неки кенотафног типа:
У вазда отвореним листовима камене књиге предака дирљива су казивања о животу и смрти, о рађању и умирању. Живе тугованке у урезима пешчара, истекле са точила грла народних пјевуна. (...) И зато помно штујем поезију сељана животом римовану у неизбежју умирања. (...) Младост оплакивана зарад бољки васколиких, али и ратом пресецаних. Бранио Србин огњишта и земљу своју, слободу животом плаћао, остављао младост у туђини, далеко од завичаја, од најмилијих. Но, није увек стихом туга изражавана, јер, „гробови су вјечне жизни двери...“
Свенуло је мирисаво цвеће
које никад расцветати неће
(Споменик ратоборцу Милутину Ковачевићу (†1913), гробље Подовчар у Дучаловићима)
За слободу браће своје
под туђином која цвили
и ја дадок млађан живот
на Смедереву роде мили
(Споменик ратоборцу Божидару Пантелићу (†1914), гробље Подовчар у Дучаловићима)
Ево гроба одморита двора
ђе с одмара тело од умора
ђеје правда подједнака свима
ђе се просјак равна с царевима.
Ђе се не зна за чемерне дане
ђе су сваком сузе убрисане.
(Споменик пекару Станку Пауновићу (†1923), Пауновића гробље у Дучаловићима)
Ево гроба одморита двора
где ми тело скрива,
а ладна киша га прекрива.
(Споменик Јелисавки Поповић (†1934), поживела 68 година,  Поповића гробље у Дучаловићима)
И даље се стихом тугује, нарочито у прераним умирањима.

## Гробља у Дучаловићима

### Гробље Садљике
Најстарије дучаловачко гробље, у прошлости једино и заједничко за цело село. Налази у централном делу Дучаловића, југозападно од Овчара, у истоименом заселку. Најстарији надгробници су у облику ниских вертикално усађених плоча, прекривени патином и маховином, са или без уреза крста. Приступ старом делу гробља онемогућен је због густог растиња, корова и шибља. Многи споменици израђени од сипког пешчара остали су без натписана, напрсли, нахерени или оборени и затрпани у приземним деловима.
У прошлости, на Садљикама су сахрањивани чланови фамилије Шибинац, Цвијовићи, Пантелићи, Радојичићи, Стамболићи, Васовићи, Гајовићи, Гавриловићи, Чоловићи и други. Најстарији датирани споменик подигнути су Круни Пантелић (†1824) и Божани Шибинац (†1827).
У новије време у овом гробљу сахрањују се и друге фамилије које су напустиле своја тешко доступна фамилијарна гробља на беспутним падинама Овчара.

### Подовчарско гробље
Највеће дучаловачко гробље у истоименом засеоку Подовчар. Налази се на јужној страни Овчара, на потесу Лијешће. Због конфигурације терена приступ гробљу прилично је отежан, а споменици густо прибијени. Уочљиво је да гробље је добро одржавано, с пијететом према прецима.
У прошлости, на Подовчарском гробљу највише су сахрањивани чланови фамилија Пантелић, Радојичић, Ковачевић и Терзић итд. У новије време овде се сахрањују и чланови других фамилија које гравитирају овом заселку. Најстарији датирани споменик подигнут је Синђи Пантелић (†1823), али није искључено да је овде било и старијих споменика.

### Поповића гробље
Фамилијарно гробље Поповића налази се у непосредној близини засеочких кућа ове фамилије. По очуваним споменицима, његова старост сеже у прве деценије 19. века. Поред мањег броја нових, мермерних споменика, у гробљу је приличан број очуваних старијих надгробника од пешчара који су само делом читљиви. Најстарији датирани споменик подигнут је девојчици Стајки Поповић (†1821). На споменику старице Станице Поповић (†1943) записан је податак да је живела 110 година.

### Пауновића гробље (Планинци)
Фамилијарно гробље Пауновића налази се на планини Овчар, откриљу Врлаје, у засеоку Планинци, поред пута који из Овчар Бање води у Дљин. Овде су сахрањивани чланови дучаловичких фамилија Миливојевић, Јовановић, Пауновић, Радојичић, Сретеновић и других. Гробље је основано у првим деценијама 19. века, а најстарији очувани споменик подигнут је Јелки Јовановић (†1824).  Релативно добро очуване споменике поред локалних, радили су и Кабларски каменоресци.

### Миловановића гробље
Најмање гробље у планинском делу Дучаловића. Налази се на Дебелој гори, потес Водице, у шумовитом и беспутном крају. Овде су сахрањивани само чланови рода Миловановића (и Гавриловићи, који потичу од Миловановића). Најстарији датирани споменик подигнут је Драгињи Миловановић (†1874).

### Вртско гробље
У горњем делу села Дучаловића - Подовчару, на потесу званом Врта, налази се мало напуштено гробље фамилије Ковачевић. У прошлости гробље имало већи број споменика, али су они развлачени и коришћени као грађевински материјал. Родоначелник фамилије Ковачевић, Давид, са многобројном породицом доселио се у Дучаловиће у време Првог српског устанка, што упућује и на време формирања гробља. На најстаријем сачуваном надробнику Василије Ковачевић (†1817) забележен је податак о епидемији куге која је харала овим крајевима почетком 19. века.

### Главоч
На потесу Главоч у Дучаловићима сачувано је неколико старих, тешко читљивих надгробника и један без епитафа. У прошлости гробље је вероватно имало већи број споменика. Сачувани натписи представљају драгоцене документарне изворе.

### Мала Короња
Локалитет Мала Короња налази се на северозападној падини Овчара. Назив је добио по легенди везаној за оснивање Манастира Сретење. Ово је једно од најмањих дучаловичких гробаља, са неколико споменика „пирамидаша” из прве половине 20. века, једним безименим надгробником и неколико старијих гробница.

### Порта Манастира Свете Тројице
Осим новијих споменика на манастирском гробљу, око  Храма Свете Тројице сачуван је известан број старих надгробних плоча подигнутих духовницима овог манастира. Најстарије обележје датира из 1814. године.

### Порта Манастира Сретење
У порти Манастира Сретење сачуван је известан број старих надгробних плоча и обележја са драгоценим историјским подацима, као што је надгробна плоча у  посвећен обновитељу манастира, епископу Никифору Максимовићу (†1853).

## Крајпуташи у Дучаловићима
У Дучаловићима данас постоје само четири крајпуташа - два подигнута борцима Првог и два борцима и страдалницима Другог светског рата. У недавној прошлости било их је много више, али су нетрагом нестали.
Меморијалну функцију има и неколико спомен-чесама на Овчару.

## Каменоресци из Дучаловића
На дучаловачким гробљима више је споменика које су клесали други мајстори каменоресци од средине 19. до средине 20. века: Радосав Чикириз из Ртију, Богосав Николић и Тихомир Драг. Петронијевић из Лисица, Станимир Јаћимовић из Пухова, Обрад Оџић и Радомир Илић из Врнчана, Драгић Срђић и Миљко Дмитровић из Рожаца и други.
Ручном израдом и украшавањем надгробних споменика у Дучаловићима се током последњих деценија 19. и прве половине 20. века бавило неколико мајстора каменорезаца: Павле Пантелић, Миленко Цвијовић, Велимир Пантелић, Миладин Р. Ковачевић и Милан Миливојевић.